# Pegomya setibasis
Pegomya setibasis este o specie de muște din genul Pegomya, familia Anthomyiidae, descrisă de Huckett în anul 1965. Conform Catalogue of Life specia Pegomya setibasis nu are subspecii cunoscute.